# Volo Turkish Airlines 158
Il volo Turkish Airlines 158 era un volo passeggeri interno partito dall'Aeroporto di Parigi Orly all'aeroporto di Ankara Esenboğa con scalo all'aeroporto di Istanbul Yeşilköy, in Turchia. Il 16 gennaio 1983 l'aereo che operava il volo, un Boeing 727-200, atterrò a circa 50 metri (160 piedi) dalla pista dell'aeroporto di destinazione sotto la neve, si spezzò e prese fuoco. Dei 67 occupanti a bordo morirono in 47.

## L'aereo
L'aereo, un Boeing 727-2F2 con tre motori a reazione turboventola Pratt & Whitney JT8D-15, era stato costruito dalla Boeing con il numero di serie del produttore 21603/1389, ed effettuò il suo primo volo nel 1978.

## L'equipaggio e i passeggeri
L'aereo aveva a bordo 7 membri dell'equipaggio e 60 passeggeri. 47 passeggeri persero la vita, mentre tutti i membri dell'equipaggio e 13 passeggeri sopravvissero, benché feriti.